# لويزا أليس بيكر
لويزا أليس بيكر (بالإنجليزية: Louisa Alice Baker) (13 يناير 1856، أوتاغو في نيوزيلندا - 22 مارس 1926)؛ صحفية وروائية نيوزيلندية.